# Паратолуолсульфоновая кислота
4-Толуолсульфоновая кислота (пара-Толуолсульфоновая кислота (ПТСК) или pTsOH) или тозиловая кислота (TsOH)  — органическое соединение с химической формулой  {\displaystyle {\ce {CH3C6H4SO3H}}}. Представляет собой белое твёрдое вещество, растворимое в воде, спиртах и других полярных органических растворителях.
Группа {\displaystyle {\ce {CH3C6H4SO2}}} известна как тозильная группа и часто обозначается аббревиатурой Ts или Tos.
Как и другие сульфоновые кислоты, паратолуолсульфоновая кислота - сильная органическая кислота. Она примерно в миллион раз сильнее бензойной кислоты.

## Получение
TsOH получают в промышленных масштабах сульфированием толуола. Толуол гигроскопичен и легко гидратируется. Моногидрат толуолсульфокислоты содержит кристаллическую воду, а также воду в качестве примеси.
Для оценки общего содержания влаги в виде примесей используется метод Карла Фишера. Примеси могут быть удалены перекристаллизацией из концентрированного водного раствора с последующей азеотропной сушкой с толуолом.

## Химические свойства
- Толуолсульфокислоту можно превратить в п-толуолсульфоновый ангидрид путём нагревания с пентоксидом фосфора.[3]
- При нагревании с кислотой и водой толуолсульфокислота подвергается гидролизу до толуола:

{\displaystyle {\ce {CH3C6H4SO3H + H2O -> C6H5CH3 + H2SO4}}}
Эта реакция является общей для арилсульфоновых кислот.

## Тозилаты
Алкилтозилаты являются алкилирующими агентами, потому что тозилат электроноакцепторная группа, а также является хорошо уходящей группой. Тозилат - это псевдогалогенид. Сложные эфиры толуолсульфоновой кислоты подвергаются нуклеофильной атаке или элиминированию. Восстановление эфиров тозилата даёт углеводород.
Таким образом, тозилирование с последующим восстановлением позволяет деоксигенировать спирты.
Тозилаты также являются защитной группой для спиртов. Их получают реакцией спирта с 4-толуолсульфонилхлоридом, обычно в апротонном растворителе, часто в пиридине.

## Применение
Тозиловая кислота находит применение в органическом синтезе в качестве «растворимого в органике» кислотного катализатора. Примеры использования включают:
- Ацетализация альдегида.[8]
- Этерификация карбоновых кислот.[9]
- Переэтерификация сложного эфира.[10]